# El santo cachón
«El santo cachón» es un tema musical del género vallenato escrito por Romualdo Brito, y grabado y popularizado internacionalmente en 1994 por el dúo colombiano Los Embajadores Vallenatos en su álbum Borrachera donde quiera.

## Historia
La canción describe de forma jocosa una infidelidad femenina y la negación del perdón y el desamor por parte de su pareja. Así, la temática de la composición hace referencia a los cuernos (cachos en Colombia), y el título, según su autor, fue inspirado por la imagen de un Cristo que preside el parque Sagrado Corazón de Jesús en el barrio Ciudad Jardín de Barranquilla, llamado popularmente "El Santo Cachón", porque era un lugar donde parejas se reunían para tener relaciones sexuales durante las noches.
Originalmente la canción se iba a titular «Ajuíciate mama» y fue ofrecida a Jorge Oñate quien la rechazó.
En 2018 el título inspiró una comedia colombiana dirigida por Felipe Orjuela.

### Polémica
Debido al tema de la canción, su autor fue demandado en Bucaramanga y en Bogotá, por atentar contra la moral y las buenas costumbres. Según ha declarado Brito, El santo cachón se ha convertido en un himno para quienes han sufrido infidelidad, causando incluso algún suicidio, por lo que se arrepiente de haberlo escrito.

## Videoclip
El videoclip de «El santo cachón» fue grabado en una hacienda de Sopetrán (Antioquia). Realizado con pocos recursos, es considerado uno de los mejores videoclips de Colombia debido a su estética, su simbolismo, su literalidad, sus efectos visuales y su característico juego de espejos.

### Versión de 2018
En 2018, el cantante Silvestre Dangond junto a Robinson Damián de Los Embajadores Vallenatos, realizaron una versión con un videoclip actualizando al original. Esta versión está dirigida por Harold Jiménez, y cuenta con Iván Calderón (bajista y productor), Alvin Anaya “El Mafia” (acordeonero) y la agencia audiovisual 36 Grados.

## Banda sonora
La canción ha sido parte de la banda sonora de dos películas: La Virgen de los sicarios (2000) y Nebraska (2013).